# Domenico Rivarola
Domenico Rivarola (Genova, 1575 – Roma, 3 gennaio 1627) è stato un cardinale e arcivescovo cattolico italiano.

## Biografia
Di famiglia nobile, probabilmente nipote di Giulio, nunzio apostolico in Portogallo, e di Domenico, vescovo eletto di Fermo, si laureò in utroque iure e da giovane divenne canonico del capitolo cattedrale di San Lorenzo a Genova.
Si trasferì a Roma alla corte del cardinale Scipione Caffarelli Borghese.
Il 10 dicembre 1608 fu eletto vescovo di Aleria. Fu consacrato vescovo il 28 dello stesso mese dal cardinale Michelangelo Tonti. Rimase comunque a Roma, dove il cardinale Caffarelli gli fece ottenere una dispensa dall'obbligo di residenza per l'incarico di suo uditore.
Il 30 marzo 1609, dopo aver rinunciato alla cattedra di Aleria, ebbe la sede di Nazareth, unita alle diocesi di Canne e Monteverde.
Fu nominato legato straordinario presso Enrico IV di Francia, con il compito di richiedere al Re di recedere dai suoi propositi di invadere l'Italia; il Re però morì prima dell'arrivo di Domenico Rivarola, che assistette il nunzio apostolico in Francia per un certo periodo e poi tornò in Italia. Qui gli fu assegnato il compito di dirimere una controversia fra la città di Rieti e il castello di Cantalice.
Il 17 agosto 1611 papa Paolo V lo creò cardinale. Il 12 settembre dello stesso anno ricevette il titolo dei Santi Silvestro e Martino ai Monti.
Fu quindi legato in Romagna (1612), dove si adoperò per combattere banditi e briganti. Dato, però, che non otteneva risultati significativi, negli anni 1617-19 il pontefice gli affiancò l'allora vescovo di Forlì, Cesare Bartolelli, come delegato apostolico.
Il cardinale Domenico Rivarola puntò anche l'attenzione sulla frequentazione delle osterie, che peraltro preoccupava anche gli osti i quali perdevano facilmente il controllo e per quanto riguardava la moralità e per la difficoltà ad essere pagati, in particolar modo al tempo in cui passavano le truppe in tempo di guerra. Nel 1611 il cardinale Caetani aveva accondisceso alla richiesta dei cesenati «concedendo un "bando sopra la tolleranza  a mangiare e at bere nell'hosterie". (...) Quattro anni dopo il cardinale Rivarola toglieva questa concessione, che a suo giudizio sarebbe andata a vantaggio di "gente bassa" e non "di gentiluomini et cittadini"». Gli osti romagnoli «infine ottennero da Rivarola la concessione agli uomini di andare alli magazzini, cantine, bettole, hosterie e bevere solamente e a non mangiare, a condizione che nelle compagnie che frequentavano  quegli ambienti la maggioranza non fosse composta da persone ammogliate o da capi famiglia».
Partecipò ai conclavi del 1621 e del 1623, che elessero Gregorio XV e Urbano VIII.
Morì a Roma e fu sepolto nella chiesa di Santa Maria della Scala.

## Genealogia episcopale e successione apostolica
La genealogia episcopale è:
- Cardinale Guillaume d'Estouteville, O.S.B.Clun.
- Papa Sisto IV
- Papa Giulio II
- Cardinale Raffaele Sansone Riario
- Papa Leone X
- Papa Clemente VII
- Cardinale Antonio Sanseverino, O.S.Io.Hieros.
- Cardinale Giovanni Michele Saraceni
- Papa Pio V
- Cardinale Innico d'Avalos d'Aragona, O.S.Iacobi
- Cardinale Scipione Gonzaga
- Patriarca Fabio Biondi
- Cardinale Michelangelo Tonti
- Cardinale Domenico Rivarola

La successione apostolica è:
- Vescovo Decio Giustiniani, O.P. (1612)
- Vescovo Gilles de Souvre (1617)
- Vescovo Francesco Maria Spinola, C.R. (1624)
- Vescovo Pier Francesco Costa (1624)